# Есенберлин, Ильяс
Ильяс Есенбе́рлин (каз. Ілияс Есенберлин; 10 января 1915, Атбасар, Акмолинская область, Российская империя — 5 октября 1983, Алма-Ата, Казахская ССР, СССР) — известный казахский писатель, исторический романист, офицер-артиллерист. Лауреат Государственной премии Казахской ССР (1968).

## Биография
Родился 10 января 1915 года в городе Атбасар Акмолинской области. Происходит из рода алтай-карпык  племени аргын Среднего жуза. В девять лет остался круглым сиротой и отдан был в детский дом. Уже там будущий писатель проявил творческие наклонности, сочиняя стихи для стенгазет.
После окончания начальной школы уехал в город Кызыл-Орду, где учился в интернате, а затем устроился на работу в райисполком города Карсакпая. Летом в Карсакпай пришла разнарядка на курсы по подготовке в Горнометаллургический институт в Алма-Ате, и Ильяс стал студентом горного факультета. Будучи активным общественником, вступил в партию и быстро сделался в институте заметным человеком. Когда в 1937 году состоялся 1-й Чрезвычайный съезд Советов Казахстана, принимавший первую конституцию Казахской ССР, студент Есенберлин был избран делегатом этого съезда.
В 1940 году окончил Казахский горно-металлургический институт, направлен на работу в Джезказган, а осенью был призван в Красную Армию. Продолжил учебу в Рижском военно-политическом училище. Ушёл на фронт, в январе 1942 года тяжело ранен в ногу под Старой Руссой, проведя год в госпитале в Костроме, а в 1943 году был комиссован по инвалидности и возвратился в Казахстан. Награждён двумя медалями — «За боевые заслуги» и «За оборону Ленинграда». С 1942 по 1947 год работал инструктором в аппарате ЦК Компартии Казахстана. С 1947 по 1951 год был директором Казахской государственной филармонии.
В конце войны вступил в брак с дочерью расстрелянного в 1937 году бывшего наркома юстиции Хамзы Жусупбекова (Юсупбекова). После чего привёз из Акмолинского лагеря жён изменников Родины (АЛЖИР) тёщу, вдову репрессированного наркома, чем привлёк к себе внимание органов НКВД/МГБ. 21 мая 1951 года был арестован и приговорён к 5 годам лишения свободы по статье 109 УК (злоупотребление служебным положением в корыстных целях). Срок отбывал на строительстве Каракумского канала в качестве горного инженера по взрывным работам. 14 апреля 1953 года освобожден со снятием судимости. По освобождении работал в Министерстве геологии Казахской ССР, затем начальником управления Берсугирской шахты.
Если до ареста он писал в основном стихи — поэмы «Айша», «Султан» (1945) и сборник «Песни благородства» (1949), то после перешёл на прозу: «Повесть о человеке» (1957), «На берегу реки» (1960). С 1958 года — редактор сценарно-редакционной коллегии киностудии «Казахфильм», с 1962 года — редактор Казгослитиздата, с 1967 года — директор издательства «Жазушы», затем секретарь правления Союза писателей Казахстана (1971—1975). С 1975 года полностью уходит в творческую работу, результатом которой стало создание за 16 лет 15 романов.
Умер от разрыва сердца 5 октября 1983 года, похоронен на Кенсайском кладбище Алматы.

## Творчество
С 1945 года публикует сборники стихов и поэм. Позже пробует себя в драматургии — пьеса «Борьба в горах» ставится в Республиканском театре юного зрителя. Переводит с русского на казахский произведения К. Д. Ушинского.
Пишет ряд соцреалистических романов: «Схватка» (1966) — о казахстанских инженерах (Государственная премия Казахской ССР 1968 года), «Опасная переправа» (1967) — о становлении советской власти в Казахстане, «Влюблённые» (1968).
Позже переходит на историческую тематику, написав три романа «Хан Кене» (1969), «Заговорённый меч» (1971) и «Отчаяние» (1973), составивших знаменитую трилогию «Кочевники», охватывающую события в казахской степи с XV по середину XIX века: формирование казахского народа, сложные взаимоотношения с Джунгарией, Китаем, Хивой, Бухарой и Российской империей.
Потом выпускает романы «Прикрой своим щитом» (1974) — о первоцелинниках, «Золотые кони просыпаются» (1976), «Мангистауский фронт», «Завещание» (оба — 1978 г.), «Дальние острова» (1983), «Праздник любви» и «Радость белых лебедей» (оба — 1984 г.). Его трилогия «Лодка, переплывшая океан», посвящённая нравам казахской интеллигенции, долго не издавалась и вышла, как и ряд других сочинений, лишь после смерти писателя.
В 1979—1983 годах пишет новую историческую трилогию «Золотая Орда», состоящую из романов «Шестиглавый Айдаһар», «Шесть голов Айдаһара» и «Гибель Айдаһара» («Айдаһар» с казахского — «дракон»), повествующую об истоках казахской нации.
Исторические романы Есенберлина являются значимым событием в истории казахской литературы. Книги писателя переведены на многие языки и изданы общим тиражом более 8 млн экз. Единственный на сегодняшний день национальный казахский писатель, произведения которого были переведены на японский язык.
Как и Абай, он оставил потомкам ряд мудрых высказываний: «Кроме казаха, никто эту жизнь не назвал „жалған“» и др.

### Трилогия «Кочевники»
До Есенберлина в казахской литературе практически не было монументальных художественных книг по национальной истории.
Дилогия Мухтара Ауэзова «Путь Абая» описывала жизнь казахского общества в XIX веке. О кочевниках же Великой Степи домонгольской эпохи, времен Чингисхана и Золотой Орды, о становлении в XV—XVI веках Казахского ханства и его многолетней борьбе с Джунгарией, о периоде присоединения казахских степей к России прочитать было негде.
Сам писатель вспоминал: «Задумал трилогию „Кочевники“ я ещё в 1945 году. В 1960 году приступил к работе над тремя романами. Причина такой затяжной подготовки проста: исторический материал требует усидчивости и предельной пунктуальности автора».
В 1969 году вышел первый роман «Қаһар» («Хан Кене» в переводе на русский) о последнем казахском хане Кенесары. Через два года — «Алмас қылыш» («Заговорённый меч»), ещё через два — третий роман «Жанталас» («Отчаяние»). Все вместе они составили знаменитую историческую трилогию «Көшпенділер» («Кочевники») в переводе Мориса Симашко, за что переводчик получил Государственную премию Казахской ССР имени Абая 1986 года. Это целая эпопея о становлении и жизни казахского народа.
Трилогия была представлена на соискание Государственной премии СССР 1980 года, но коллеги из Союза писателей Казахстана написали донос на автора в КГБ СССР, обвинив его в «национализме», и книгу отложили в сторону.
Роман «Кочевники», впервые вышедший как трилогия в 1976 году, впоследствии был издан только на русском языке 12 раз общим тиражом 1,5 млн экземпляров, всего — на 30 языках мира 50 раз общим тиражом около 3 млн экземпляров (данные на 2005 год). Обложку к переизданному в 2004 году роману создал известный казахский художник Есенгали Садырбаев.
Президент Казахстана Нурсултан Назарбаев сказал о романе следующее: «Центральное место в творчестве Ильяса Есенберлина занимает знаменитая трилогия „Кочевники“, которую отличают эпический размах, динамизм действия, живые и неповторимые образы выдающихся деятелей казахской истории, точный и выразительный язык». Позже он написал предисловие к английскому изданию книги — «The Nomads» (1998).
По мотивам эпопеи (второго романа «Отчаяние») в 2005 году был выпущен исторический фильм «Кочевник».

### Трилогия «Золотая Орда»
В 1983 году писатель закончил трилогию «Золотая Орда», рассказывающую о давнем этапе истории Степи, но имеющем исключительно важное значение для развития этногенеза казахского народа и становления его будущей государственности. В период Золотой Орды впервые в казахской степи стали возможны интеграционные процессы, получило широкое взаимодействие и взаимовлияние носителей Евразийской степной культуры. Население Казахстана получило большую возможность общения с мусульманским Востоком, Европой, Китаем, стимулировались международные торговые связи. Огромное значение в период Золотой Орды имело привнесение монголами идеи центральной власти, впервые стало возможным объединение ранее разрозненных казахских племён, было введено степное законодательство. Ильяс Есенберлин впервые в казахской литературе сумел систематизировать отдельные исторические материалы сложнейшего периода расцвета и падения Золотой Орды, оказавшей громадное влияние на развитие всего Евразийского континента. Он с эпическим размахом сумел отобразить реальный динамизм исторических событий и создать неповторимые образы людей Великой степи той эпохи.

### Основные издания
- И. Есенберлин. Трилогия «Кочевники» (перевод М. Симашко). — М.: Советский писатель, 1978.
- И. Есенберлин. Мангыстауский фронт. Завещание (на казахском языке). А.: Жазушы, 1978.
- И. Есенберлин. Собрание сочинений в 5 томах. — Алма-Ата, 1983.
- И. Есенберлин. Собрание сочинений в 10 томах (на казахском языке). — Алма-Ата: Жазушы, 1984–1988.
- И. Есенберлин. Трилогия «Золотая Орда». — Алматы: Фонд им. И. Есенберлина, 1999.
- И. Есенберлин. Трилогия «Кочевники». — Алматы: Фонд им. И. Есенберлина, 2004.
- И. Есенберлин. Полное собрание сочинений в 6 томах (на казахском и русском; иллюстрации Д. Кастеева). Алматы: Фонд им. И. Есенберлина, 2021.

### Фильмография
Соавтор сценария фильм 1961 года «Сплав».

## Награды
- Орден Трудового Красного Знамени
- Орден «Знак Почёта»
- Медаль «За боевые заслуги»
- Медаль «За оборону Ленинграда»
- Лауреат Государственной премии Казахской ССР, 1968 год (за роман «Схватка»).

## Память
- В столице Казахстана Астане имеется улица Ильяса Есенберлина.
- В Алматы именем Ильяса Есенберлина названа улица, проходящая между Центральным парком и зоопарком.
- На «Доме писателей», где он жил, установлена мемориальная доска.
- Его именем названа известная гимназия № 25 в центре Алматы.
- В родном городе Есенберлина Атбасаре открыт Литературный музей Ильяса Есенберлина, посвященный его творчеству, а также установлена мемориальная доска на доме, где родился писатель. Эта улица также названа именем Есенберлина. Имя писателя присвоено школе-гимназии № 1.
- В центре Атбасара к столетию со дня рождения писателя ему установлен памятник[7].
- В городе Жезказгане также есть улица Ильяса Есенберлина.
- В Усть-Каменогорске есть проспект Есенберлина.